# Acropora hemprichii
Acropora hemprichii es una especie de coral acroporido que fue descrita por primera vez por Ehrenberg en 1834. Vive en arrecifes a profundidades de entre 3 y 15 metros y tiene una esperanza de vida de entre 13 y 24 años. La especie figura como vulnerable en la Lista Roja de la UICN y tiene una población decreciente. Es común con una amplia gama y está incluido en el Apéndice II de CITES.

## Descripción
Acropora hemprichii vive en colonias de ramas densamente pobladas, que son planas o apuntan cara arriba. Las ramas crecen hasta diámetros de entre 12 y 30 milímetros y longitudes de alrededor de 80 milímetros. Estas colonias son a menudo de más de 2 metros de ancho, y puede existir sin la presencia de ninguna otra especie. Los coralitos axiales son redondeados y en forma de cúpula, y los incipientes coralitos axiales están presentes en algunos especímenes. Los coralitos radiales tienen forma de cono espaciados irregularmente, tienen paredes lisas y son grandes. Tiene un coenosteum liso, y la especie es principalmente marrón o de tono rosa-marrón. Se encuentra en arrecifes poco profundos en ambientes marinos, y a profundidades de entre 3 a 15 metros. A partir de especímenes en el mar Rojo, se ha demostrado que esta especie vive entre 13 y 24 años. Está compuesto de aragonito.

## Distribución
Acropora hemprichii es común pero solo se encuentra en un área pequeña; el golfo de Adén, el mar Rojo, Filipinas y el océano Índico. A pesar de verse afectada por el blanqueo, en las áreas del norte del Mar Rojo, la especie ha evitado la mayor parte del blanqueo, con solo el 6% de los arrecifes destruidos en las últimas décadas. Sin embargo, la especie no sobrevivió tan bien en las áreas del sur del mar Rojo. La especie existió por primera vez hace entre 0,78 y 0,13 millones de años. No se conoce una población para él, pero se cree que los números están disminuyendo y la especie se ve afectada por enfermedades, blanqueamiento por el aumento de la temperatura del mar, pesca, infraestructura humana y es presa de Acanthaster planci. Está catalogado como vulnerable en la Lista Roja de la UICN y aparece en el Apéndice II de CITES.

## Taxonomía
Fue descrita por primera vez por Christian Gottfried Ehrenberg en 1834 como Heteropora hemprichii, antes de ser reclasificada como Acropora hemprichi.

## Galería de imágenes

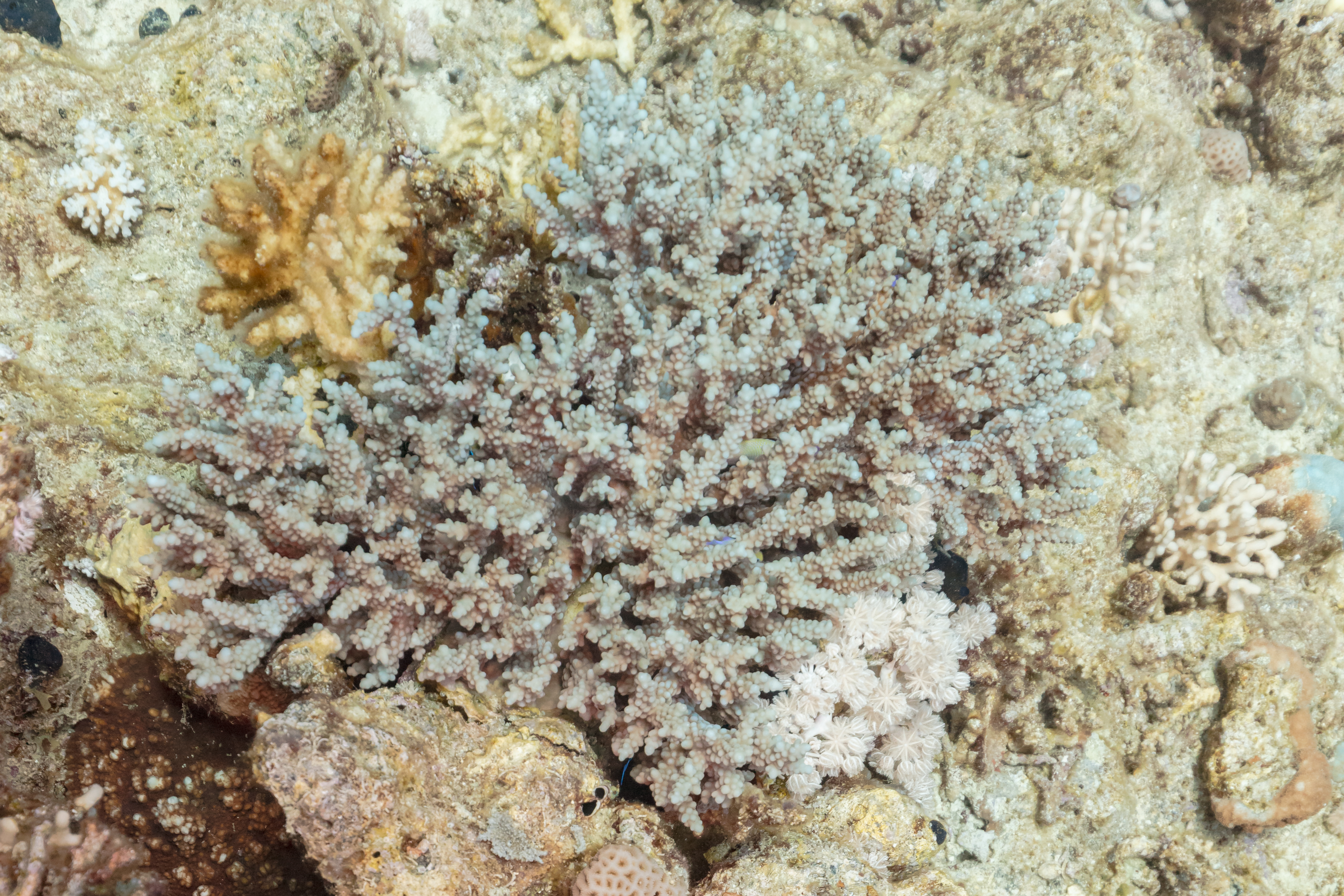
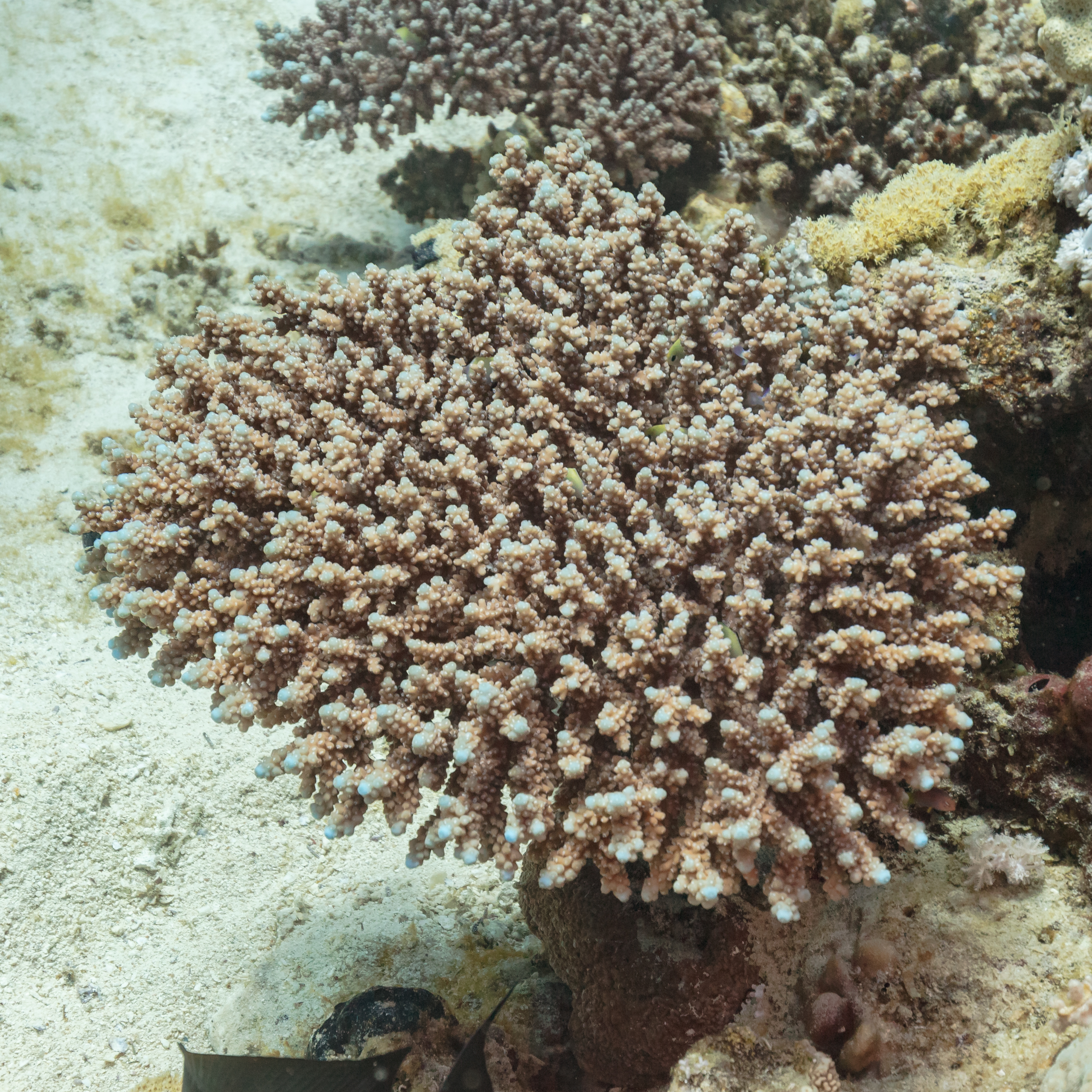
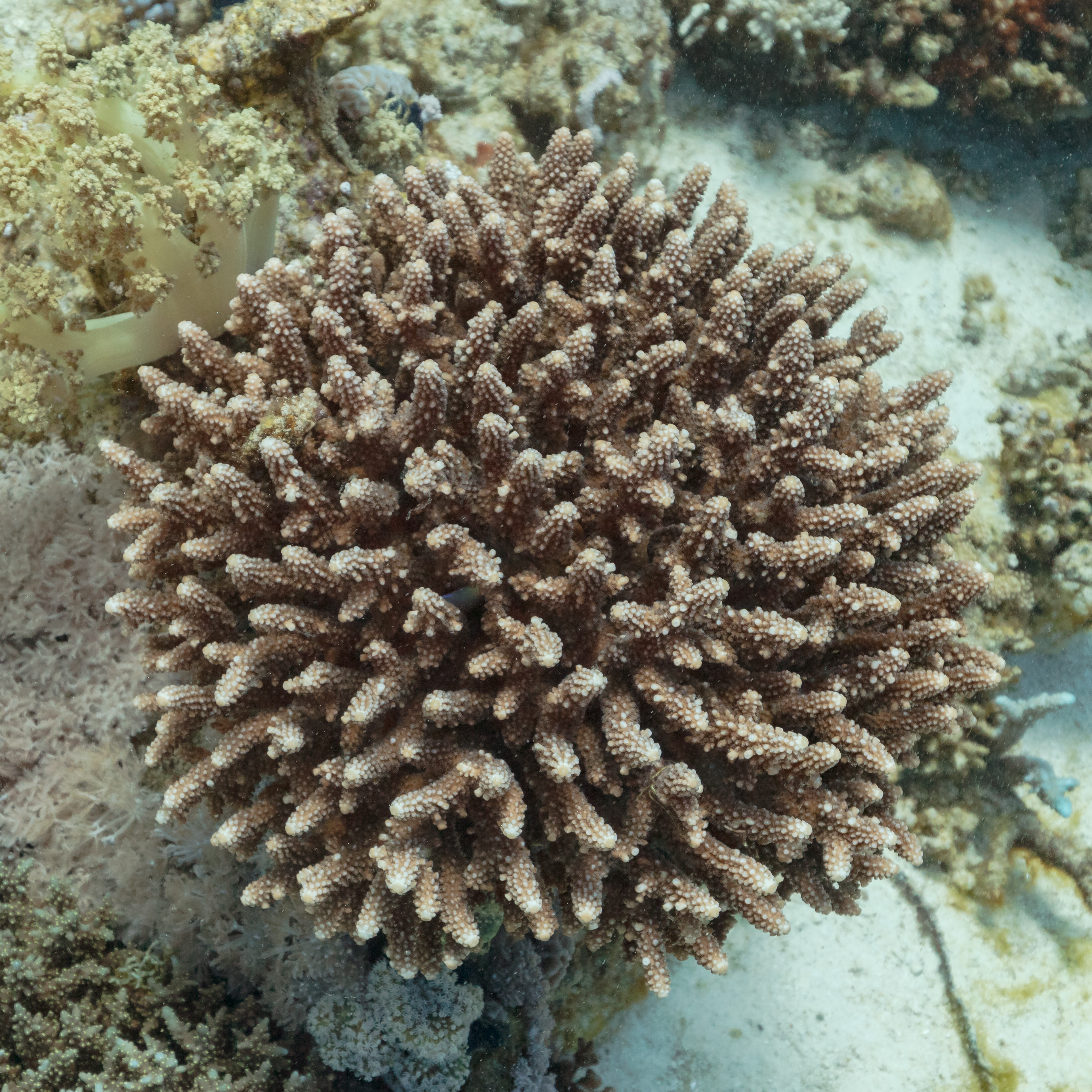
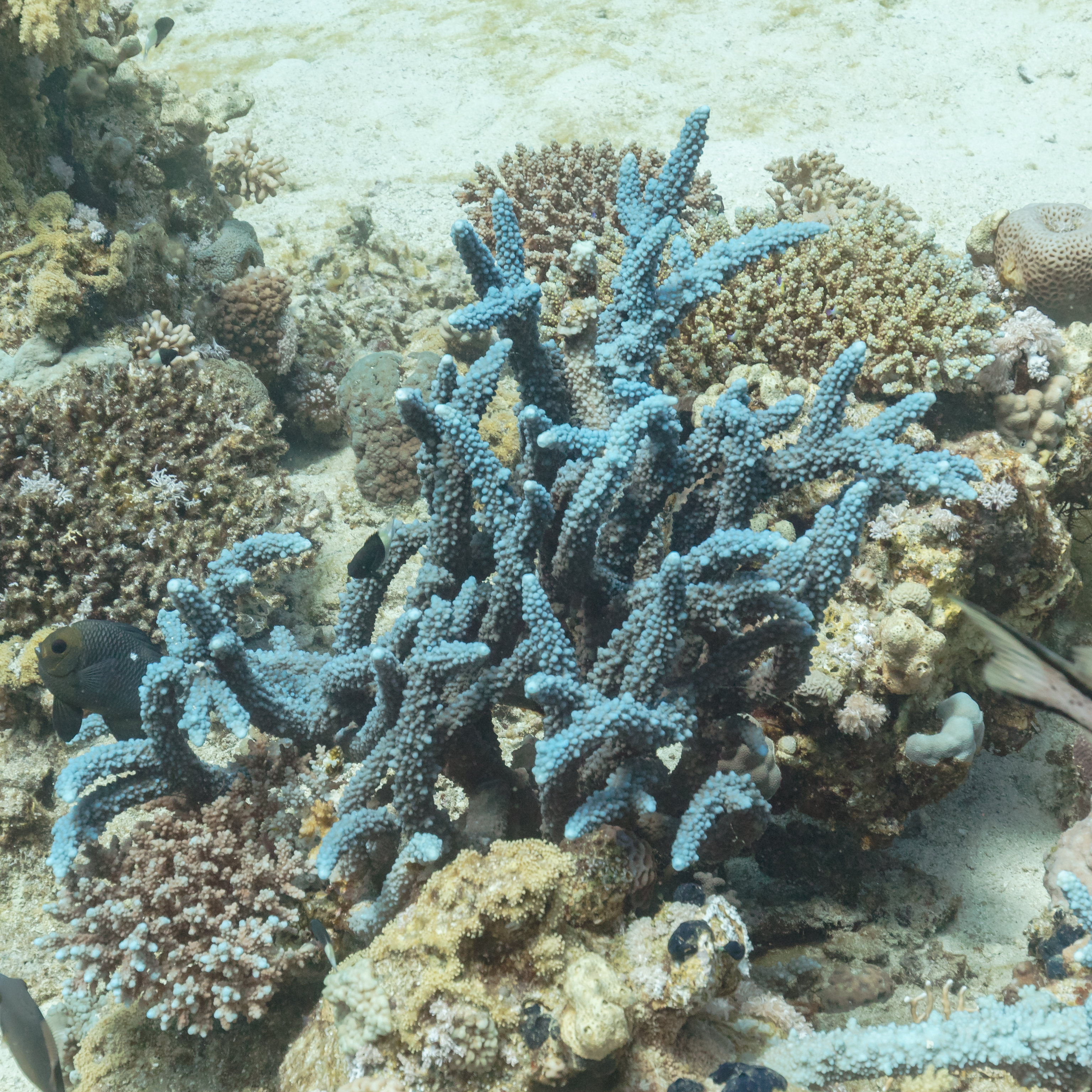
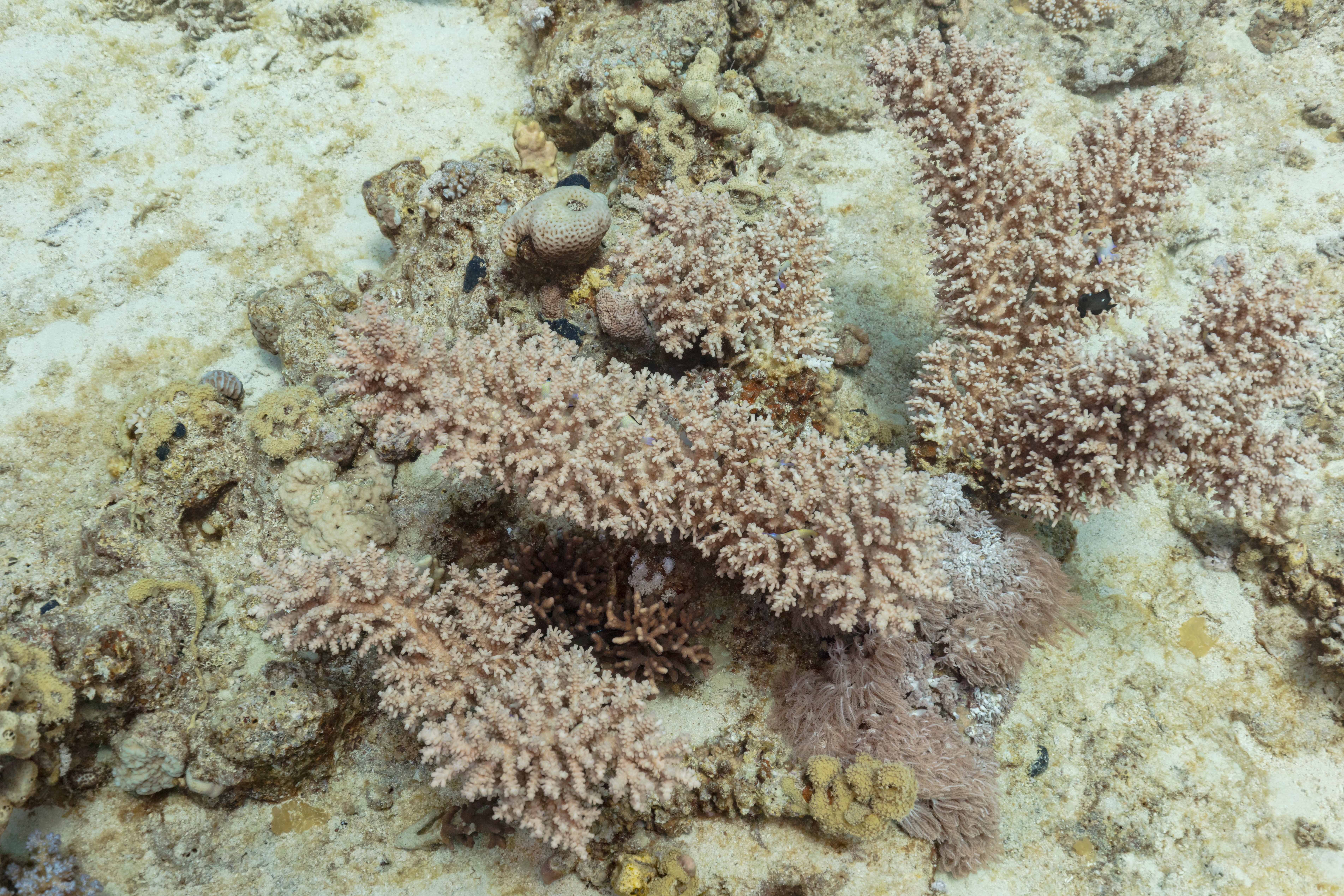
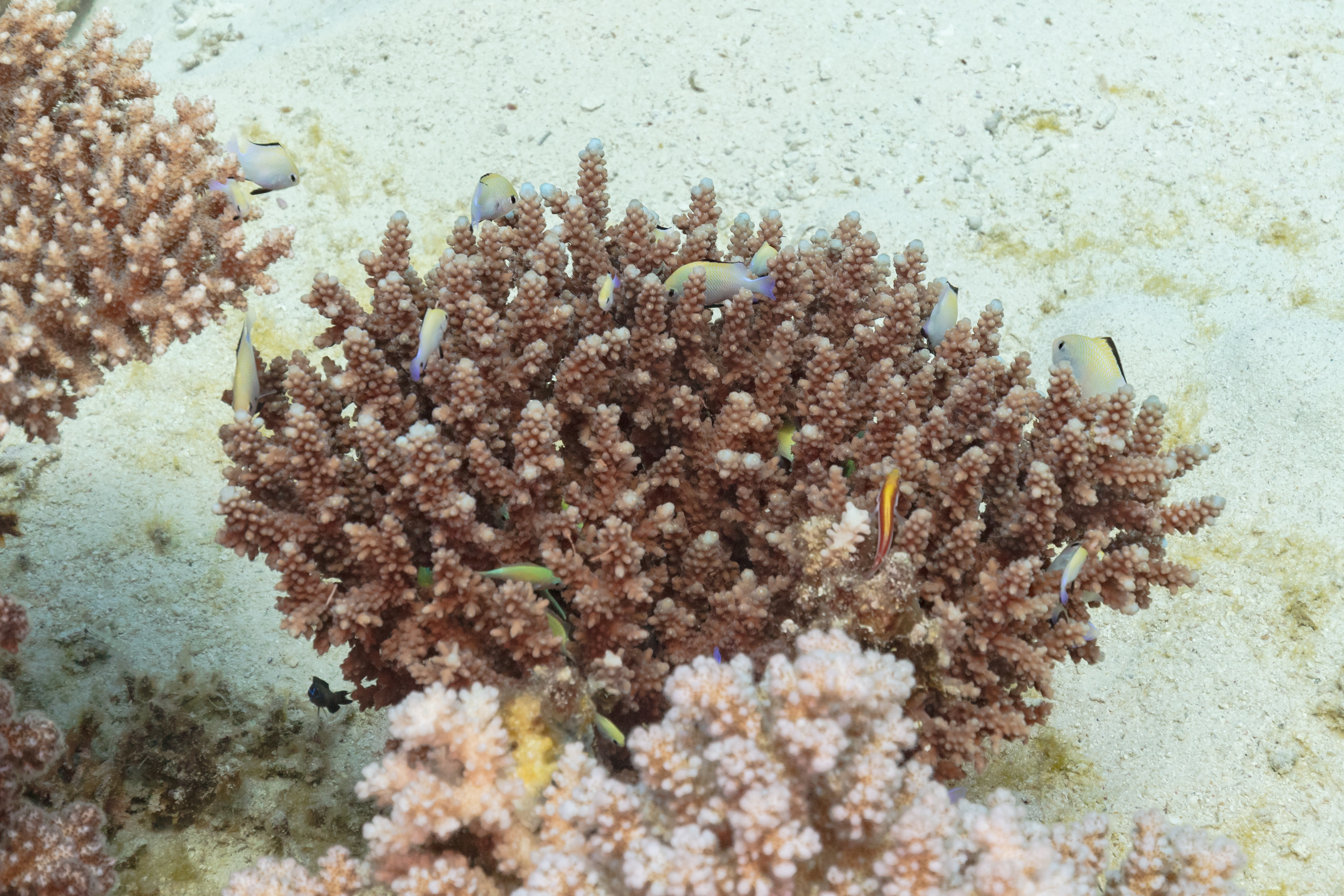
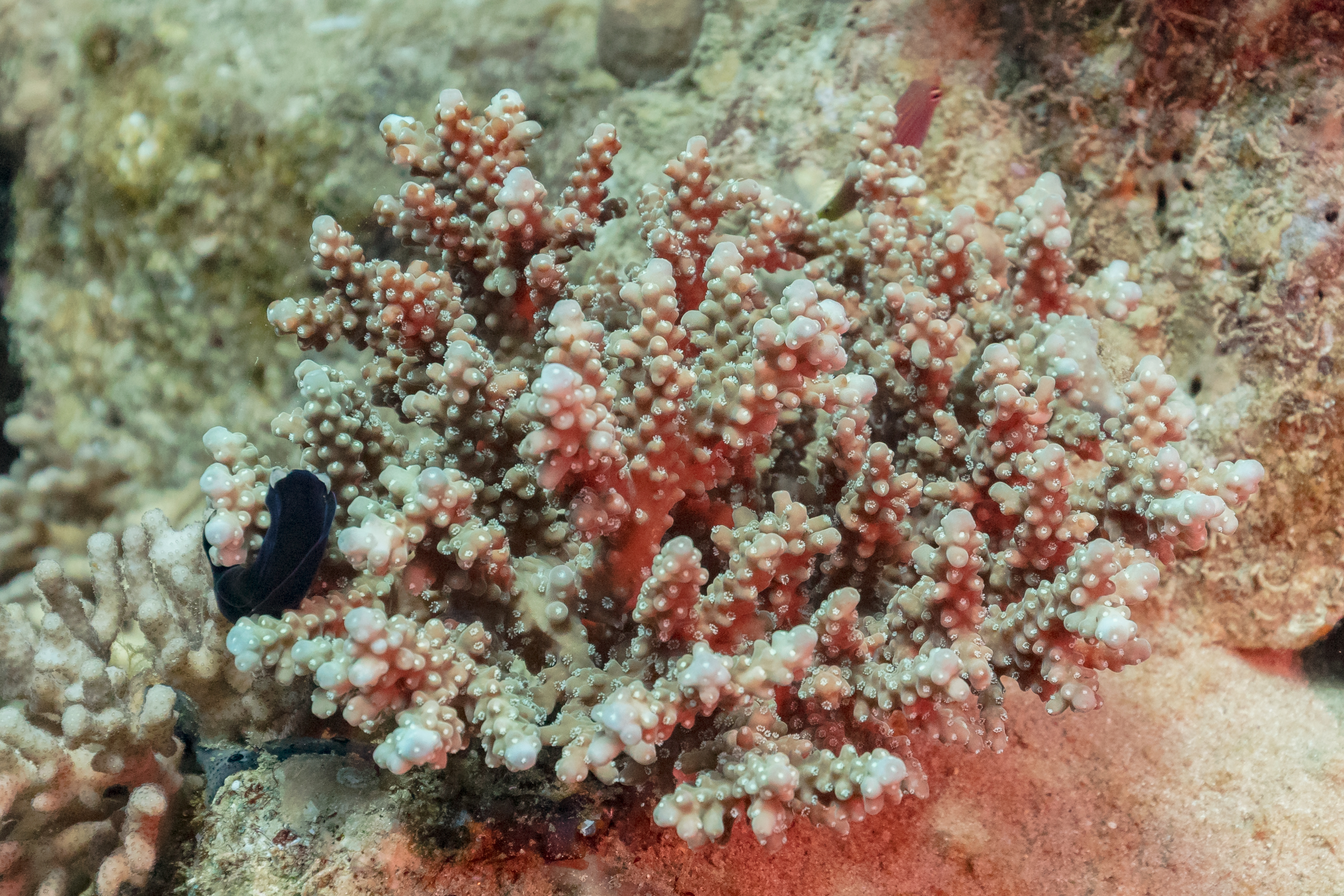
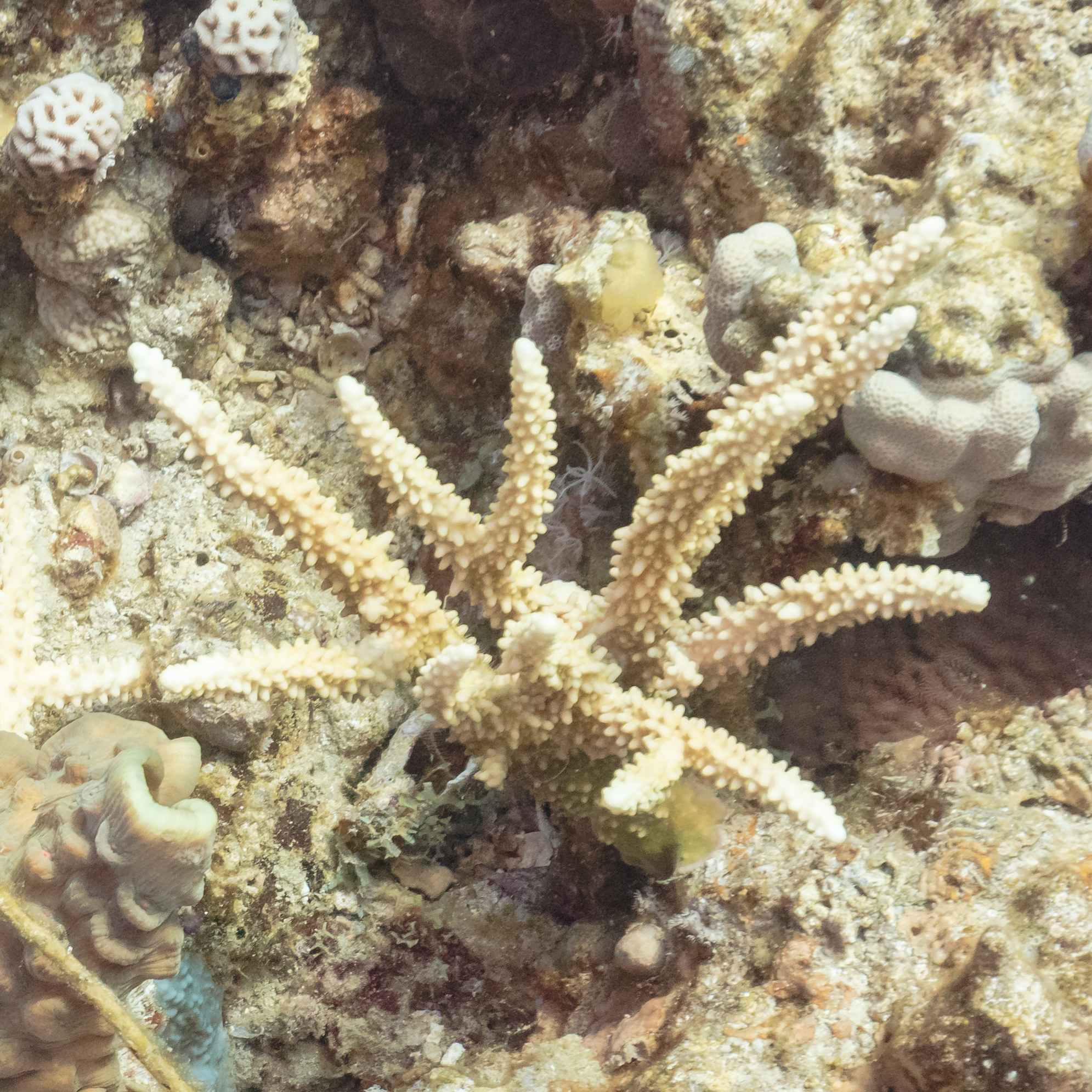
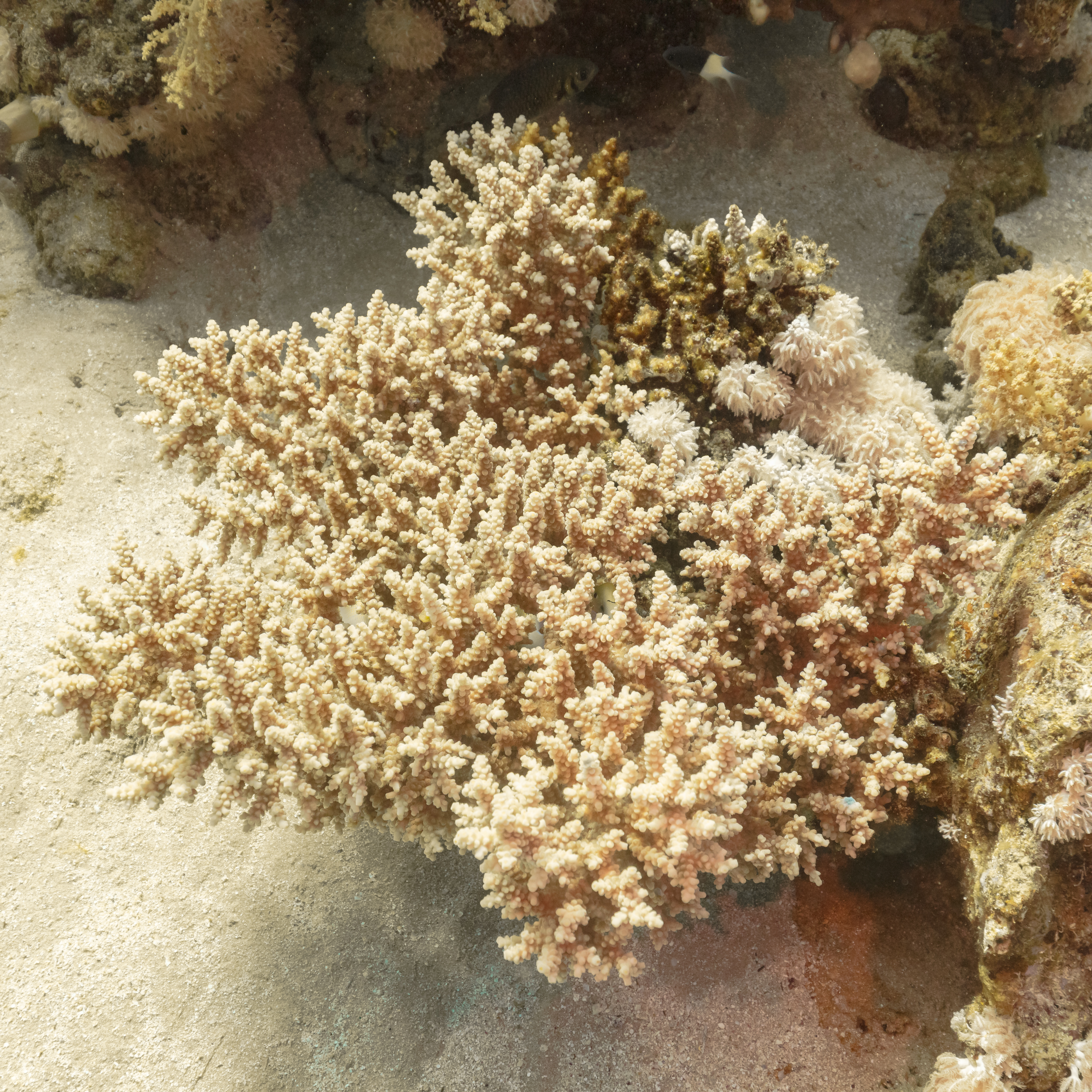
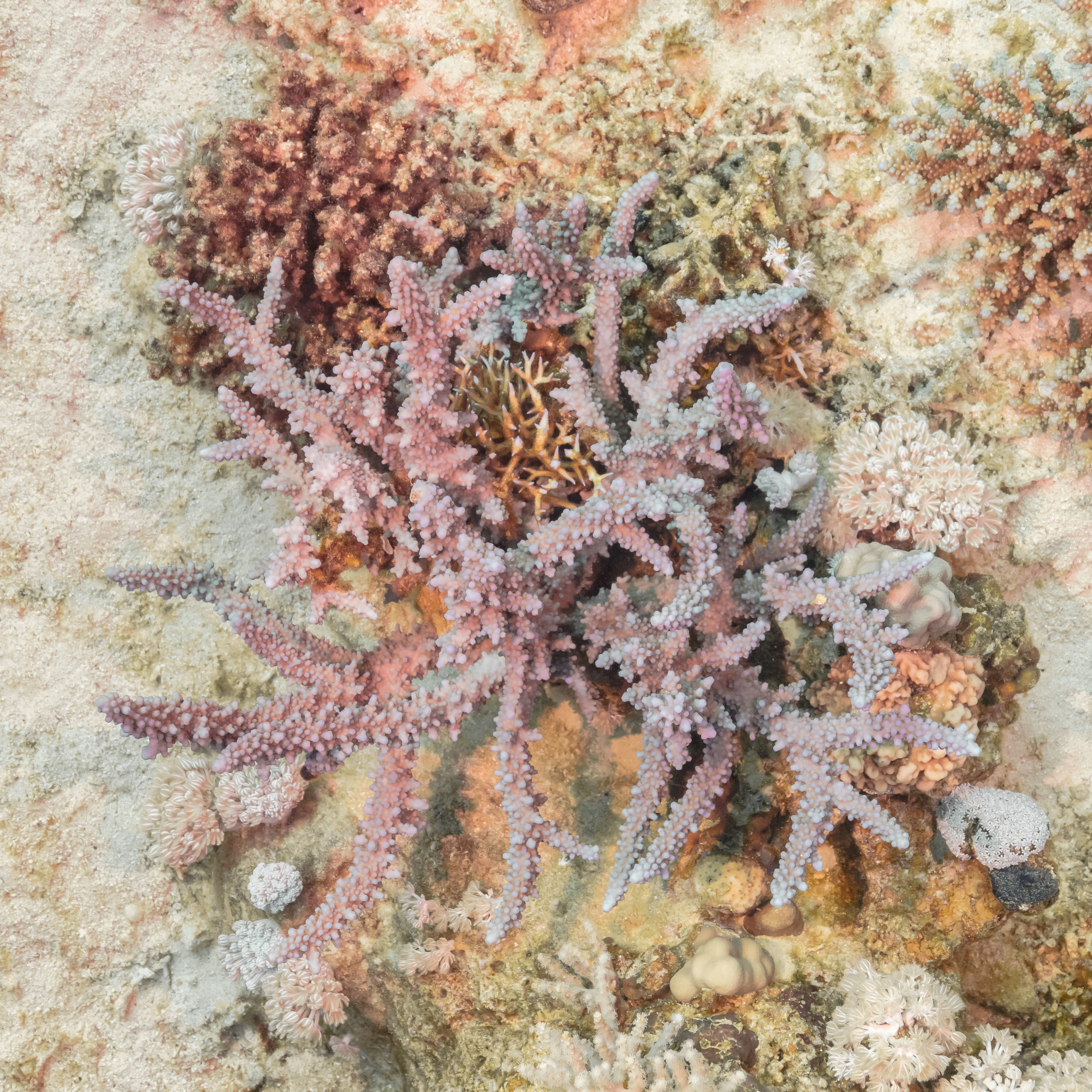
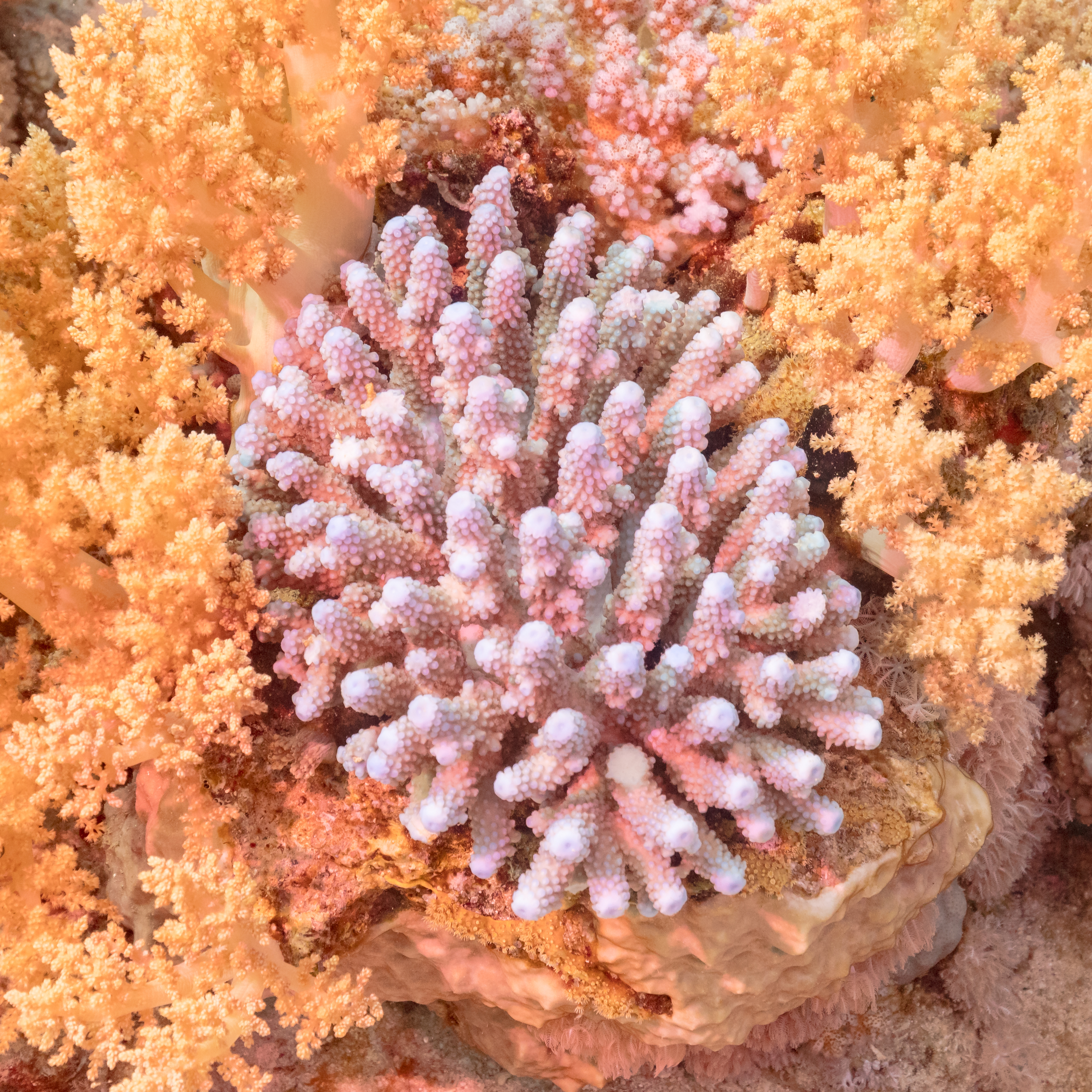

- Datos: Q3945969